# BKS Orkan Gorzów Wielkopolski
BKS Orkan Gorzów Wielkopolski – polski klub bokserski z siedzibą w Gorzowie Wielkopolskim. Kontynuator tradycji powołanej w 1947 roku sekcji bokserskiej Klubu Sportowego Stal.
Zawodnikami klubu obecnie są m.in. Mateusz Jakubowski, Oskar Kopera, Aleks Kramarz, Klaudia Słodowska i Zuzanna Zych. W przeszłości klub reprezentowali m.in. brązowy medalista mistrzostw Europy w 2022 roku i mistrz Polski w 2016 roku – Tomasz Niedźwiecki oraz mistrzyni Polski w 2008, 2011 i 2012 roku – Aleksandra Paczka. Trenerem klubu jest Grzegorz Swadowski.
W 2024 roku klub zajął 68. miejsce w ogólnopolskim rankingu w punktacji sportowej Polskiego Związku Bokserskiego.